# August Tecklenburg

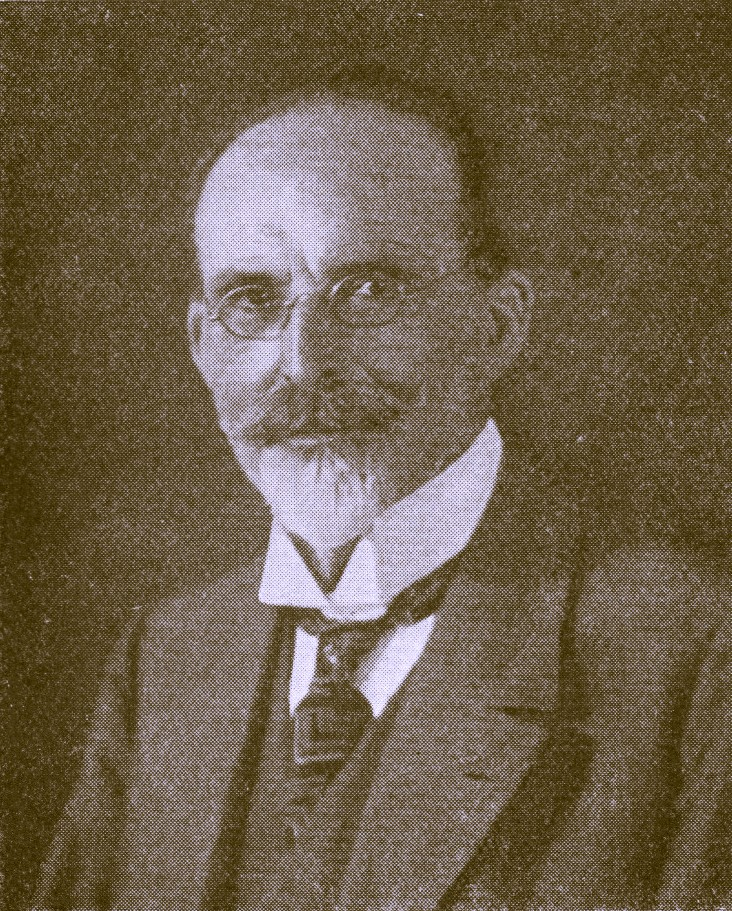
August Tecklenburg (um 1920)

August Tecklenburg (* 24. Oktober 1863 in Uslar; † 4. August 1929 in Göttingen) war ein deutscher Historiker, Pädagoge, Geschichtsdidsaktiker und Publizist in Südniedersachsen.

## Leben und Wirken
August Tecklenburg wurde 1863 in Uslar als Sohn eines Drellmachers geboren, seine Mutter stammte aus der Nähe von Einbeck.
Von 1880 bis 1883 besuchte er das Lehrerseminar in Alfeld/Leine, wo er 1883 seine 1. Lehrerprüfung und 1886 seine 2. Lehrerprüfung ablegte. Seine erste Lehrerstelle hatte er in dem Sollingdorf Silberborn, dann lehrte er in Röllinghausen bei Alfeld. 1892 erfolgte die Rektorprüfung. 1899 kam Tecklenburg nach Göttingen, heiratete Emilie Köhler aus Uslar, gründete einen Hausstand und bekam drei Kinder. Emilie starb in den 1920er Jahren; kurz vor seinem Tod 1929 heiratete er ein zweites Mal.
Aus der gemeinsamen Zeit am Lehrerseminar verband ihn eine lebenslange Freundschaft mit Heinrich Sohnrey. Er war mit der Heimatschutzbewegung und der Heimatkunstbewegung der Jahrhundertwende um 1900 eng verknüpft.
Tecklenburg passionierter Geschichtsforscher in seiner Heimatregion Südhannover, dem späteren Südniedersachsen. 1892 gründete er in Göttingen mit Moritz Heyne und anderen den Geschichtsverein für Göttingen und Umgebung, dessen langjähriger Schriftführer Tecklenburg bis zu seinem Tode war. In dieser Eigenschaft redigierte er ab 1893 die veröffentlichten Protokolle des Vereins für die Geschichte Göttingens und von 1914 bis 1918 die wissenschaftliche Vierteljahresschrift Göttinger Blätter für Geschichte und Heimatkunde in Südhannover und seiner Nachbarschaft. Er war ab 1910 Herausgeber von Tecklenburgs Heimatkalenderf für Süd-Niedersachsen.
August Tecklenburg publizierte seine zahllosen Aufsätze zur Heimatgeschichte außer in den von ihm betreuten Zeitschriften auch in den Sollinger Heimatblättern und ab 1924 in der von ihm mit herausgegebenen Wochenschrift Die Spinnstube (Illustrierte Wochenschrift für Heimat, Kunst und Dichtung), einer Beilage der Göttinger Zeitung.
Weit über die Heimatregion hinaus bedeutend war Tecklenburg als Pädagoge und Geschichtsdidaktiker, indem er sein theoretisches und praktisches Wirken für den Geschichtsunterricht seit 1891 in Lehrplänen für die Schule systematisierte und entsprechende Fachbücher verfasste, die deutschlandweit in hohen Auflagen erschienen. Tecklenburgs Ziel war die Umgestaltung des Lehrplans der Schulen in der Richtung, „daß die Heimat und die heimatlichen Beziehungen mehr als bisher als Grundlage und Angelpunkte des Unterrichtsbetriebes verwertet werden.“ Für Tecklenburg war die Heimatkunde keine Angelegenheit einzelner Fächer mehr; vielmehr sollte der gesamte Schulunterricht den „Erdgeruch der Heimat“ in sich tragen. 1900 forderte er, „dass der Geschichtsunterricht in den verschiedenen deutschen Ländern regional anzupassen sei, um so Patriotismus und den Heimatsinn zu erhöhen“.
Wegen Tecklenburgs publizitischem Erfolg als Geschichtsdidaktiker sieht ihn die Literaturwissenschaftlerin Anja Oesterhelt in ihrer Habilitationsschrift von 2022 als „Begründer der historischen Heimatkunde“. Kritisch beurteilt sie allerdings Tecklenburgs Seite einer „militarisierten, expansionistischen Heimatkunde, die davon träumt, so in der Heimat und im Vaterlande wurzelnd […] dauernd und mit starkem Arm unsere Stellung unter den Völkern zu behaupten, neue Heimaten für unsere Volksgenossen in fremden Erdteilen zu begründen, Weltpolitik zu treiben und uns den gewünschten Platz an der Sonnenseite zu erwerben“.
Als Lehrer setzte sich Tecklenburg am 1. April 1929 zur Ruhe und hatte noch viele Pläne. So gründet er 1929 mit Heinrich Deppe die Arbeitsgemeinschaft „Südhannoverscher Heimatfreunde“. Doch starb August Tecklenburg bereits rund 4 Monate nach der Pensionierung im Alter von knapp 66 Jahren. Ein Teilnachlass Tecklenburgs mit gesammelten historischen Urkunden wird seit 1929 im Stadtarchiv Göttingen aufbewahrt.

## Schriften (Auswahl)

### Monografien

#### Geschichte
- Geschichte von Göttingen und Umgegend. Carl Meyer (Gustav Prior), Hannover 1897. (Digitalisat auf gdz.sub.uni-goettingen.de, abgerufen am 20. Juli 2025)
- Die Hannoveraner, Braunschweiger und Oldenburger im Kriege gegen Frankreich 1870–71. Ein Kriegs- und Ehrenbuch des X. Armeekorps und ein Volksbuch für Niedersachsen und Ostfriesland. Hannover 1908.
- Bilder aus der alten Geschichte. Meyer, Hannover-List / Berlin 1912.
- Kirche der Heimat. Bilder aus der Religions- und Kirchengeschichte im südlichen Hannover. Von den Anfängen des Christentums in unserer Heimat bis zur gegenwärtigen evangelisch-lutherischen Landeskirche Hannovers für Schule, Kirche und Haus. C. Bertelsmann, Gütersloh 1929.

#### Geschichtdidaktik
- Der erste selbständige Geschichtsunterricht auf heimatlicher Grundlage in Theorie und Praxis. Typisch dargestellt in ausgeführten Lektionen und in Lektionsentwürfen. C. Meyer, Hannover 1904.
- Der Geschichtsunterricht in der Grundschule. Erster selbständiger Geschichtsunterricht auf heimatlicher Grundlage in Begründung und Beispiel (= Bildender Geschichtsunterricht, 1). 1. Auflage 1904; 2. Auflage, Carl Meyer (Gustav Prior), Hannover 1921. (Digitalisat auf gdz.sub.uni-goettingen.de, abgerufen am 20. Juli 2025)
- (mit Wilhelm Rothert, Adolf Helmkampf) Herd und Scholle - Lesebuch für die ländlichen Fortbildungsschulen der Provinz Hannover. Teubner, Leipzig 1911.
- Geschichte der Provinz Hannover für Lehrer, Lehrerbildungs- und andere Lehranstalten der Provinz, sowie für Volkshochschulen und Volksbibliotheken. 3. durchgesehe und fortgeführte Auflage, C. Meyer, Hannover 1921.
- (mit Heinrich Weigand) Deutsche Geschichte für Beamten-, Polizeiberufs- und Heeresfach-Schulen. Zum Verständnis der Gegenwart. C. Meyer, Hannover 1921.
- Deutsche Geschichte für Schule und Haus. Zum Verständnis der Gegenwart. 19., verbesserte und vermehrte Auflage, C. Meyer, Hannover 1926.

### Als Herausgeber
- Deutscher Sagenschatz. 2. Auflage: Behrend, Wiesbaden 1909 (Vorwort von 1908 von Heinrich Sohnrey mit Bezugnahme auf Tecklenburg). – 3. verbesserte Auflage 1921 (Google Books); 4. völlig neubearbeitete Auflage, Hamburg-Großborstel 1927.

### Aufsätze (Auswahl)
- Der Geschichtsverein für Göttingen und Umgebung in den ersten 25 Jahren seines Bestehens. In: Göttinger Blätter für Geschichte und Heimatkunde in Südhannover, Jg. 1918, 1. und 2. Stück, S. 1–6.
- Zwanzig Jahre Heimatkalender und zwanzig Jahre Volksdienst an Heimat und Vaterland. In: Tecklenburgs Heimatkalender, Jg. 20 (1929), S. 20.